# Abu Zayyan Muhammad I
Abū Zayyān Muḥammad (in arabo أبو زيان محمد‎?; ... – Tlemcen, 14 aprile 1308) è stato il terzo sovrano della dinastia zayyanide; salì al trono alla guida del Regno di Tlemcen (Maghreb centrale) dopo la morte del padre Abu Sa'id Uthman I, regnando fino alla sua morte.

## Biografia

### Assedio di Tlemcen
Cinque anni prima della sua salita al trono, sotto il regno del padre Abu Sa'id Uthman I, i Merinidi (dinastia regnante nel Maghreb al-Aqsa, l'attuale Marocco), guidati dal sultano Abū Yaʿqūb Yūsuf al-Naṣr, arrivarono davanti alle mura di Tlemcen, avviando uno dei più lunghi assedi della storia, che durerà otto anni, tant'è che il campo d'assedio merinide diventerà una vera e propria città, nota come al-Manṣūra. Muḥammad salì al trono dopo la morte a causa di un ictus del padre, avvenuta nel 1304, il quinto anno di assedio. Quando Muḥammad salì al trono Tlemcen era ormai stremata e la popolazione (che era molto fedele agli Zayyanidi e aveva fino a quel momento resistito con molto coraggio) iniziò le trattative per raggiungere un accordo per la capitolazione, tuttavia Muḥammad convinse la città a resistere ancora e formò un nuovo esercito continuandone la difesa.

Per cercare di mandare via gli assedianti, gli ambasciatori di Abū Zayyān convinsero il nuovo sultano nasride del Sultanato di Granada, Muḥammad III, a fomentare una rivolta di un pretendente al trono merinide, un certo ʿUthmān ibn Idrīs, che sbarcò in Maghreb con un esercito granadino e conquistò Ceuta nel 1306, proclamandosi sultano del Marocco. Il sultano Abū Yaʿqūb ignorò tuttavia la minaccia che era scoppiata nel nord del suo regno, preferendo portare avanti l'assedio di Tlemcen, ormai stremata, che pareva stesse per cedere. Le truppe di ʿUthmān b. Idrīs, incontrastate, riuscirono a conquistare le città di Assilah, Larache e gran parte della regione Ghomara.

Nel mese di maggio 1307, il sultano Abū Yaʿqūb Yūsuf fu assassinato nel campo di assedio da un eunuco per motivi non chiari, probabilmente per motivi legati a complotti interni del suo harem. Gli succedette il nipote, Abu Thabit 'Amir che, saggiamente, scelse di porre fine all'assedio di Tlemcen per andare ad affrontare il ribelle ʿUthmān b. Idrīs a Ceuta.

### Tentativi di restaurare il potere zayyanide
Subito dopo la fine dell'assedio Abū Zayyān Muḥammad lanciò una campagna contro i Banū Tūjīn, una tribù che viveva nei territori occidentali del Regno di Tlemcen che aveva sostenuto i Merinidi durante la loro invasione. Li sconfisse e li costrinse a pagare tributi. Tornò quindi a Tlemcen per dedicarsi alla ristrutturazione della città fortemente danneggiata dal lungo assedio.
Morì di malattia il 14 aprile 1308 e gli succedette al trono il fratello Abu Hammu Musa I.